# Flûte irlandaise
Flûte irlandaise est, en français, un terme générique désignant trois instruments de musique de la famille des flûtes utilisés traditionnellement en musique irlandaise :
- L'Irish flute, une flûte traversière en bois ou en plastique.
- Le tin whistle, une petite flûte droite en métal ou en bois, munie de six trous (s'appelle aussi "flageolet" en français).
- le low whistle, une flûte plus grande en métal, en plastique ou en bois munie également de six trous.

Largement utilisées dans la musique irlandaise, on retrouve ces trois flûtes également dans la musique bretonne contemporaine parmi les formations de Fest-noz, notamment Sonerien Du, Gwendal, mais également parmi des groupes plus rock comme Merzhin, Eluveitie, Ithilien ou Matmatah. C'est Alan Stivell qui est le premier à populariser ces instruments en France (Album Live à Dublin 1978), plus particulièrement avec le tin whistle.
Le low whistle a une sonorité plus feutrée que le tin whistle. Il est utilisé pour des mélodies plus lentes.